# مايك هوكينز
مايك هوكينز (بالإنجليزية: Mike Hawkins)‏ هو لاعب كرة قدم أمريكية أمريكي، ولد في 15 يوليو 1983 في دالاس في الولايات المتحدة.

## وصلات خارجية
- مايك هوكينز على موقع JustSportsStats.com (الإنجليزية)